# Śluza Białobrzegi
Śluza Białobrzegi – czwarta śluza na Kanale Augustowskim (licząc od strony Biebrzy). Znajduje się we wsi Białobrzegi. W latach 1959 – 1964 została rozebrana i wybudowana, z zastosowaniem oryginalnej sztuki, na nowo  150 metrów po drugiej stronie drogi Augustów – Białystok. Powodem tej zmiany miały być przyczyny militarne.
- Położenie: 26,9 kilometr kanału
- Różnica poziomów: 2,08 m
- Długość: 42,8 m
- Szerokość: 5,90 m
- Wrota: metalowe
- Lata budowy: 1825 – 1826
- Kierownik budowy: inż. Wojciech Korczakowski

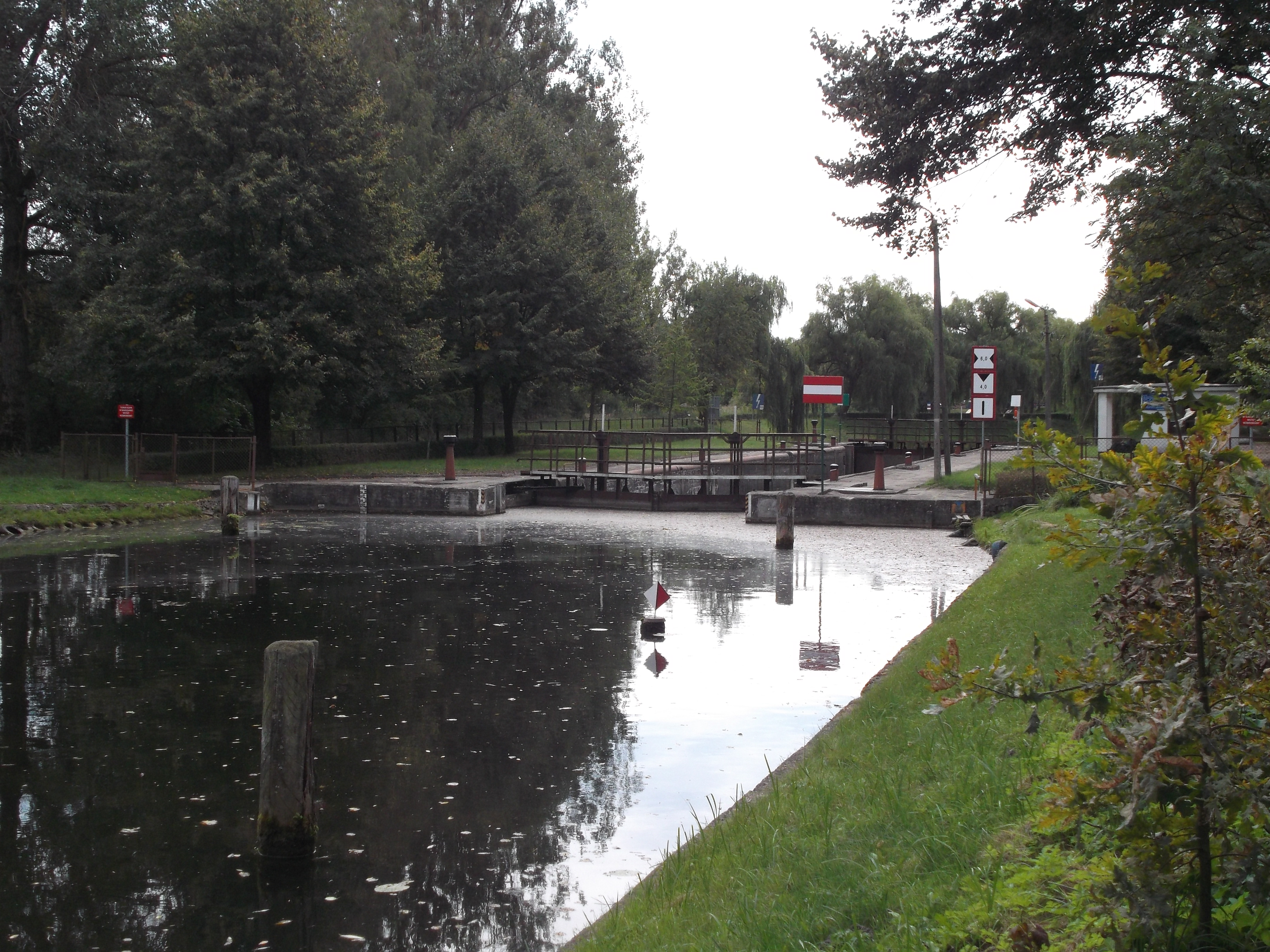
Górne wrota śluzy
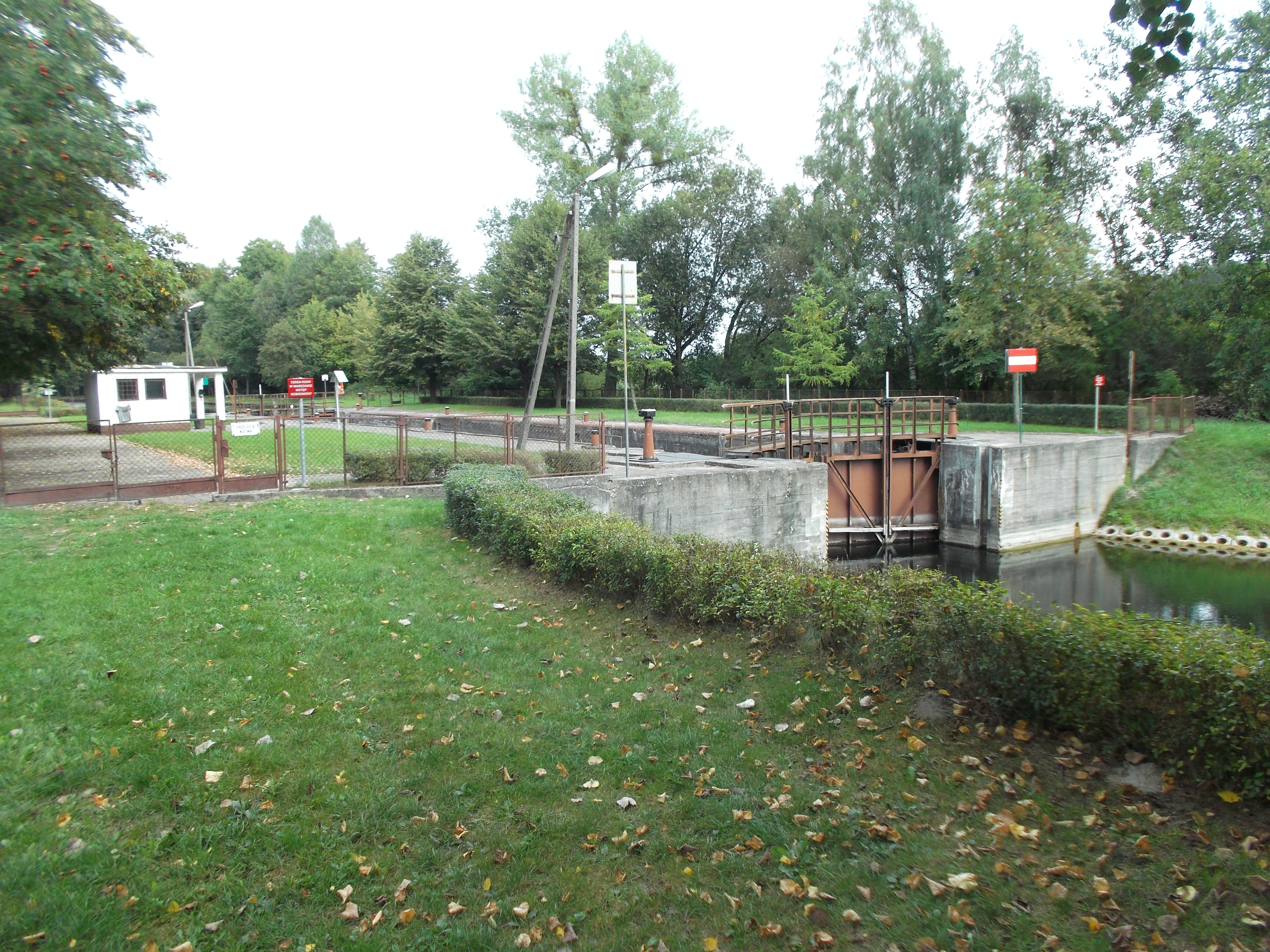
Widok śluzy ze stróżówką